# Oswald Snip
Oswald Snip (Zaandam, 9 augustus 1971) is een voormalig Nederlands profvoetballer die vooral als aanvaller speelde. Hij stond onder contract bij Haarlem, FC Den Bosch, TOP Oss en VVV.

## Statistieken
| Seizoen | Club         | Land      | Competitie     | Wed. | Goals |
| ------- | ------------ | --------- | -------------- | ---- | ----- |
| 1995/96 | Haarlem      | Nederland | Eerste divisie | 31   | 2     |
| 1996/97 | FC Den Bosch | Nederland | Eerste divisie | 30   | 3     |
| 1997/98 | FC Den Bosch | Nederland | Eerste divisie | 13   | 2     |
| 1998/99 | FC Den Bosch | Nederland | Eerste divisie | 7    | 0     |
| 1999/00 | TOP Oss      | Nederland | Eerste divisie | 17   | 4     |
| 2000/01 | VVV          | Nederland | Eerste divisie | 30   | 6     |
| 2001/02 | VVV          | Nederland | Eerste divisie | 31   | 2     |
| Totaal  | Totaal       | Totaal    | Totaal         | 159  | 19    |